# ¿Hoy es mañana?
¿Hoy es Mañana? é o segundo álbum de estúdio da cantora mexicana Anahí. Foi produzido entre 1995 e início de 1996 sendo lançado no México em 16 de junho de 1996. Os três singles lançados foram "Corazón de Bombón", "Por Volverte a Ver" e "Descontrolándote".
Com este material, Anahí aparece novamente no cenário musical após um tempo de afastamento para dedicar-se às telenovelas. Adotando uma nova imagem e buscando referências da música eletrônica underground, house, synthpop e do europop; que dominava a europa nesta mesma época; refez todo seu repertório, sendo notada também seu amadurecimento vocal, mais claramente, na faixa "Máscaras" que é uma balada pop regada de tons soturnos do synthpop. Sonoricamente o álbum tenta resgatar as batidas sintéticas e obscuras do synthpop alternativo dos anos oitenta, enquanto tenta intercalar com as batidas mais frenéticas do europop e do dance alternativo que dominava as paradas de sucesso dos anos noventa. Temas como paixões adolescentes, amizade, se divertir e namorar são abordados nas composições líricas deste trabalho. Como uma promoção lançou três singles, o primeiro single foi "Corazón de Bombón", lançado em 1996,que fez um relativo sucesso dominando o topo das rádios mexicanas naquele ano. Para sua divulgação o single contou também contou com um videoclipe videoclipe.
O segundo single do álbum "Por volverte a ver", foi lançado no mesmo ano e teve uma recepção morna, já que "Corazón de Bombom" ainda estava se destacando pelas paradas de sucesso das rádios locais. O último single do álbum foi lançado no mesmo ano dos dois anteriores, e foi "Descontrolandote" e obteve uma recepção mais positiva que o seu antecessor. A crítica no geral elogiou o desempenho sonoro e a produção rebuscada repleta de sintéticos escolhida por Peter, bem como elogiou os vocais de Anahi. O material voltou a ser colocado a vendas em 23 de novembro de 2011 através de download digital no México, Brasil, Espanha e nos Estados Unidos.
A divulgação do álbum que contou com: uma pequena turnê por estádios no México; shows em grandes festivais e apresentações em programas de televisão.

## Divulgação
Anahí começou a promover o álbum com apresentações ao vivo de músicas simples no álbum, em 1996, interpretou o tema "Corazón de Bombón" no Siempre em Domingo do México liderado por Raul Velasco. Em 1996, é apresentado no Festival do Dia da Criança cantando "Corazón de Bombón". Em 1996, aparece na interpretação do "Corazón de Bombón" do Galavision México. Em 1997, como parte da promoção de seu terceiro álbum, Anclado en Mi Corazón, é filmado em formato VHS, intitulado "ancorado no concerto mi corazón", realizado no Teatro Alameda na Cidade do México, os temas foram interpretados "Por Volverte a Ver" e "Corazón de Bombón". Em 1998, durante a gravação da telenovela Elena, onde Anahí interpreta Talita Carvajal, interpreta o tema "Corazón de Bombón" em um capítulo como parte de um sonho.

## Faixas
Créditos:
| N.º            | Título                       | Compositor(es)            | Duração |  |
| 1.             | "Descontrolándote"           | Fredy Comite Jeses Medel  | 3:35    |  |
| 2.             | "Por Volverte a Ver"         | Comite Medel              | 3:13    |  |
| 3.             | "Soy Como Soy"               | Comite Medel              | 3:14    |  |
| 4.             | "Bailar"                     | Gerardo Peña              | 3:41    |  |
| 5.             | "Mascaras"                   | Carlos Lara               | 3:27    |  |
| 6.             | "Fin de Semana"              | Peña Medel                | 3:26    |  |
| 7.             | "Historia Entre Amigas"      | Comite Medel              | 3:24    |  |
| 8.             | "Corazón de Bombón"          | Josa Maroa Frias          | 2:48    |  |
| 9.             | "Teléfono Suena"             | Comite Medel              | 3:19    |  |
| 10.            | "No Me Comparen"             | Comite Medel P. Honerlage | 3:40    |  |
| 11.            | "Por Volverte a Ver" (Remix) | Comite Medel              | 5:00    |  |
| Duração total: | Duração total:               | Duração total:            | 38:47   |  |

## Paradas
| Chart         | Maior posição |
| ------------- | ------------- |
| México Charts | 30            |